# Шопен, Николя
Николя́ Шопе́н (фр. Nicolas Chopin, пол. Mikołaj Chopin; 15 апреля 1771, Маренвиль-сюр-Мадон, Королевство Франция — 3 мая 1844, Варшава, Царство Польское, Российская империя) — учитель французского языка в Пруссии и Царстве Польском, отец польского композитора Фредерика Шопена.

## Биография
Николя Шопен родился во Франции, в деревне Маренвиль-сюр-Мадон (Marainville-sur-Madon), департамент Вогезы, провинция Лотарингия.
Сын колесного мастера и виноградаря Франсуа Шопена и дочери ткача Маргариты, урождённой Дефлен. Ещё в юности переселился в Польшу, где поначалу работал на табачной фабрике. Вместе с польскими патриотами принимал участие в борьбе за независимость Польши.
После разгрома восстания Костюшко и окончательного раздела Речи Посполитой в 1795 году Николя Шопен, капитан армии Тадеуша Костюшко, несмотря на шаткость своего положения, решил остаться в Польше. Он занялся педагогической деятельностью и вскоре завоевал репутацию одного из лучших педагогов Варшавы.
В 1802 году, приглашённый в качестве воспитателя к детям графа Скарбека, поселился в имении Скарбеков Желязова-Воля, где 2 июня 1806 года женился на Текле Юстине Кшижановской.

## Память

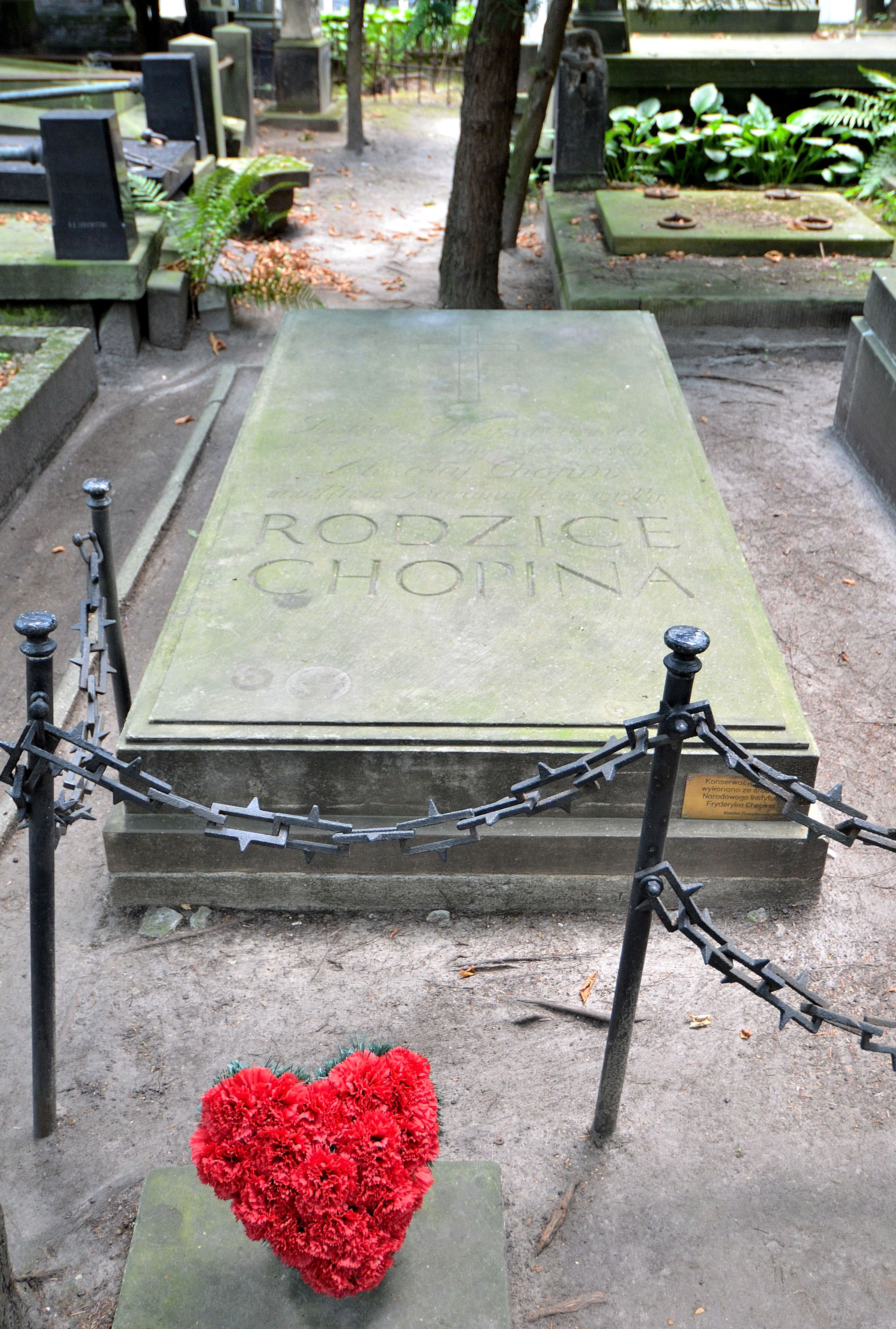
Могила Николя Шопена